# Troglohyphantes marqueti
Troglohyphantes marqueti är en spindelart som först beskrevs av Simon 1884.  Troglohyphantes marqueti ingår i släktet Troglohyphantes och familjen täckvävarspindlar.
Artens utbredningsområde är Frankrike. Utöver nominatformen finns också underarten T. m. pauciaculeatus.